# Rhytiphora diva
Rhytiphora diva es una especie de escarabajo longicornio del género Rhytiphora, tribu Pteropliini, subfamilia Lamiinae. Fue descrita científicamente por Thomson en 1860.
Se distribuye por Australia y Papúa Nueva Guinea. Mide aproximadamente 10-12 milímetros de longitud. El período de vuelo de esta especie ocurre en el mes de octubre.